# Thüringerwaldbahn
La Thüringerwaldbahn (letteralmente: «ferrovia della Selva di Turingia») è una tranvia extraurbana che collega la città tedesca di Gotha con il centro termale di Bad Tabarz.
La linea ha una lunghezza di 21,7 km a cui va aggiunta la diramazione per Waltershausen di 2,4 km.
Dal punto di vista dell'esercizio, la linea viene percorsa dalla linea 4, che ha origine dalla stazione di Gotha e percorre parte della rete tranviaria urbana. La diramazione per Walterhausen è gestita come linea isolata (numerata 6).